# عبد الله حميد الدين

صورة شخصية لعبد الله حميد الدين

عبد الله حميد الدين، عبد الله بن محمد بن إسماعيل حميد الدين (25 فبراير / شباط 1969)، مفكر، وباحث، وخبير سياسي سعودي حاصل على درجة الدكتوراه في الأنثروبولوجيا الاجتماعية من جامعة كنغز كولدج في لندن. يعمل باحثاً ومستشاراً في قضايا مكافحة التطرف الديني ونشر التسامح وتجديد الخطاب الديني والعلاقات الدولية. نشرت أبحاثه ودراساته في العديد من الصحف ومراكز الأبحاث.

## حياته ونشأته
عبد الله، هو حفيد الأمير سيف الإسلام إسماعيل عاشر أبناء الإمام يحيى حميد الدين مؤسس الدولة اليمنية. ولد في بيروت عام 1969، ثم انتقل في طفولته إلى لندن حيث قضى عدة سنوات وبدأ هناك مرحل دراسته الابتدائية قبل أن يعود إلى السعودية، كان حميد الدين في شبابه متديناً، ما دفعه إلى تأليف الكتب الدينية والإسهام في تأسيس المؤسسات خيرية مثل مؤسسة الإمام زيد بن علي الثقافية.

## نتاجه وإسهاماته
حل حميد الدين خلال مسيرته ضيفاً على أهم البرامج الحوارية في القنوات العربية مثل برنامج إضاءات الذي كان يقدمه تركي الدخيل وحديث الخليج سليمان الهتلان واتجاهات نادين البدير، كما أن له إسهامات في الصحافة المطبوعة والالكترونية. كما عمل منتجا لعدد من البرامج التلفزيونية مثل برنامج حديث العرب مع د. سليمان الهتلان على قناة سكاي نيوز. وبرنامج اتجاهات مع نادين البدير على قناة روتانا. كما كان كاتب عمود في صحيفة الحياة السعودية منذ عام 2004، في عام 2011 أدار مشروع وفريق تطوير جريدة البلاد.

### مؤلفاته

#### مؤلفاته باللغة العربية
- الكينونة المتناغمة، الطبعة الأولى عام 2009، الطبعة الثانية صادرة في عام 2012 عن دار مدارك للنشر، بيروت.
- الوسائط الاستراتيجية للتنمية، طوى للنشر والإعلام، 2010.
- الزيدية: قراءة في المشروع وبحث في المكونات، مركز الرائد، صنعاء، 2010.
- الهوية في بنية العلاقات الدولية: 2005.
- تفسير سورة الفاتحة، صادر عن مركز الرائد، 2008.
- آفاق ووجهات: مجموعة مقالات في السياسة والدين والتنمية: 2005.
- قواعد اللغة العربية أصولها وطبيعتها، 2005.
- أصول دين الإسلام:1998.
- تعليقات على الإمامة عند الإثني عشرية: 1998.

#### مؤلفاته باللغة الإنجليزية
نشر له باللغة الإنجليزية ثلاث أبحاث موسعة هي:
•Harmonious Being: A space for an alternative way of exploring religion– chapter in “Alternative Islamic Discourses and Religious Authority” by Ashgate, 2014
•Negotiations in Yemen –in “Arab Spring: Negotiating in the Shadow of the Intifadat” by Georgia University Press, 2015.
•From Social Category to Social Identity: The Emergence of a New Zaydism – chapter in Precarious Belongings: Being Shiʿi in Non-Shiʿi Worlds Perfect Paperback by Center for Academic Shia Studies 2017.

## مسيرته العلمية
حميد الدين حاصل على درجة الدكتوراه في الأنثروبولوجيا الاجتماعية من جامعة كنغز كولدج في لندن (King’s College London). على إثر أطروحة تقدم بها حول الدين في المجتمعات المسلمة المعاصرة مركزة على الحالة السعودية بشكل أكبر.
- في عام 1992 حصل على درجة البكالوريوس في علم اللغة من كلية الآداب جامعة الملك سعود.
- في عام 1996 نال درجة الماجستير في علم اللغة من كلية الآداب الجامعة اللبنانية.
- في عام 2005 نال درجة الماجستير في العلاقات الدولية، كلية العلوم الاجتماعية والإنسانيات الجامعة الأردنية.

## مسيرته العملية
- رئيس برنامج الدراسات اليمنية ورئيس وحدة التحرير والمراجعة في مركز الملك فيصل للبحوث والدراسات الإسلامية من سبتمبر 2020.[4]
- مستشار وباحث في مركز المسبار للبحوث والدراسات في دبي من 2014
- عمل مديرا لمركز دربة للتحوّل المجتمعي في دبي.
- عضو مجلس إدارة شركة المباشر للتسويق 2000-2014.
- مستشار استراتيجي لشركة المباشر للتسويق 2005-2009.
- شريك مؤسس ومدير عمليات التمويل والأنشطة الثقافية لمؤسسة الإمام زيد بن علي الثقافية وهي مؤسسة عنيت بحفظ ونشر التراث اليمني المخطوط، كان مقرها في الولايات المتحدة، وقد ترأس مجلس إدارتها منذ تأسيسها عام 1994 وحتى عام 2010، وقد تمكنت المؤسسة من نشر أكثر من 200 عنوان وصورت رقميا أكثر من 5000 مخطوط بعضها نشر على الإنترنت بالتعاون مع جامعة برلين الحرة في ألمانيا وجامعة بنسلفانيا في الولايات المتحدة. وفهرست لما يزيد عن 7000 مخطوط في المكتبات الخاصة اليمنية.[5]
- خلال الأعوام 2007-2010 نائب الأمين العام لمؤسسة العلم التي كانت تملك كلية دار الحكمة في جدة وهي منظمة غير ربحية مقرها جدة.

## الاتهامات والبراءة
كان قد اتهم حميد الدين بالإلحاد على إثر صدور كتابه الكينونة المتناغمة الذي صدر لأول مرة عام 2009 قبل أن يعاد طباعته عام 2012. كما اتهم إبان قضية حمزة كاشغري بأنه الأب الروحي لأفكار وتوجهات حمزة كاشغري الذي كان من المترددين على حضور المحاضرات التي كان يقدمها في مكتبة جسور بجدة. كما أن كاشغري كان أحد كتاب جريدة البلاد إبان إدارة عبد الله حميد الدين مشروع تطويرها عام 2011، وقد رفعت أنذاك ضده هو والدكتور تركي الحمد عدد من الدعاوى الاحتسابية بتهمة التعدي على الذات الإلهية والإلحاد لكن القضاء السعودي رفض قبول تلك الدعاوى لافتقارها إلى الدليل.